# قطعنامه ۱۳۰۲ شورای امنیت
قطعنامه  ۱۳۰۲ شورای امنیت سازمان ملل متحد که در تاریخ ۰۸ ژوئن ۲۰۰۰ تصویب شد، سندی بین‌المللی دربارهٔ بررسی وضعیت میان عراق و کویت است. این قطعنامه طی نشست ۴۱۵۲ام با ۱۵ رای موافق، ۰ مخالف و ۰ ممتنع تصویب شد.